# Tab Baldwin
Thomas Anthony « Tab » Baldwin, né le 16 mai 1958 à Jacksonville, en Floride, est un entraîneur américain naturalisé néo-zélandais de basket-ball.